# Stanygill Burn
Der Stanygill Burn ist ein Wasserlauf in den Scottish Borders, Schottland. Er entsteht aus dem Zusammenfluss von Dow Sike, Thackie Sike und Green Burn südlich des Kirk Hill und fließt in südlicher Richtung bis zu seiner Mündung in den Tinnis Burn nördlich des Weilers Redmoss.